# Iraq
L'Iraq o Irak (raramente indicato anche come Irac), ufficialmente Repubblica d'Iraq (in arabo جمهورية العراق‎?, Jumhūriyyat al-‘Irāq, in curdo Komara Îraqê, کۆماری عێراق [Komarî Êraq]), è uno Stato del Medio Oriente. Confina con la Turchia a nord, con l'Arabia Saudita e il Kuwait a sud, la Siria e la Giordania a ovest, e l'Iran (provincia del Kurdistan) a est. A sud-est, per un breve tratto, è bagnato dal golfo Persico. Il territorio dell'Iraq corrisponde approssimativamente alla regione geografica della Mesopotamia, il cui toponimo significa "terra in mezzo ai fiumi" (Bilād al-Rafidayn in arabo); il nome Iraq deriva dal nome dell'antica città di Uruk, che a sua volta corrisponde all'odierna città di Warka, e pare fosse usato anche come nome per la regione di Babilonia. I costituenti del nome Ur+uk in lingua sumera significano "città+pensiero/esistenza", mentre i radicali consonantici irq e urq delle successive lingue semitiche indicano fiumi e in generale il raccogliersi dell'acqua. La capitale è Baghdad.
L'Iraq venne governato dal partito socialista panarabo al-Baʿth dal 1968 al 2003, col dittatore Saddam Hussein, leader del Paese dal 1979. Nel 1980, l'Iraq invase l'Iran, scatenando una guerra prolungata che durò quasi otto anni e terminò con uno stallo e con perdite devastanti per entrambi i paesi. Dopo l'invasione dell'Iraq del 2003 ad opera dagli Stati Uniti e dai suoi alleati, il partito Ba'ath di Saddam Hussein è stato rimosso dal potere e nel 2005 si sono tenute elezioni parlamentari multipartitiche. La Costituzione del 2005 fu approvata dal 79% dei voti attraverso un referendum. La presenza degli Stati Uniti in Iraq ebbe fine nel 2011.
L'Iraq è oggi uno Stato federale e una repubblica parlamentare. Il presidente è il capo di Stato, il primo ministro è il capo del governo, l'organo deliberativo è il "Consiglio dei rappresentanti". Nel rispetto della separazione dei poteri, la magistratura è indipendente dai poteri esecutivo e legislativo. L'Iraq possiede la terza riserva di petrolio più grande al mondo ed è considerato una media potenza emergente con una posizione strategica.

## Storia

### Storia antica
L'area fertile della Mesopotamia, situata fra i fiumi Eufrate e Tigri, ha visto nascere alcune delle civiltà più antiche del mondo, fondate dai popoli dei sumeri di lingua isolata e degli accadi di lingua semitica, l'accadico. Questi ultimi fondarono un impero nella regione, poi articolatisi politicamente in Babilonia e Assiria, da cui si svilupparono due dialetti della lingua accadica, il babilonese e l'assiro. La civiltà sumero-accadica ha dato importantissimi impulsi allo sviluppo della civiltà eurasiatica, e mondiale, quali l'invenzione dei primi metodi di scrittura. Nella città sumerica di Ur, sarebbe inoltre nato il patriarca Abramo delle tre religioni abramitiche, tutte monoteiste.
La Mesopotamia fu successivamente parte dell'impero persiano, sia di dinastia achemenide, sia partica, sia sasanide. In seguito fu annessa all'impero romano, e nel III secolo vi si diffuse il cristianesimo, soprattutto nestoriano. Successivamente, nel IV secolo, tornò nell'orbita della Persia, fino alla definitiva sconfitta dei persiani da parte dell'imperatore bizantino Eraclio I nel VII secolo, poco prima della conquista islamica della regione.

### Periodo islamico
Nel 656 la Mesopotamia venne incorporata nel califfato arabo, iniziò a diffondervisi l'islam, e divenne di uso preponderante la lingua araba, che ebbe origine nella regione dell'odierna Giordania (l'alfabeto arabo deriva da quello nabateo) ma venne poi raffinata proprio nelle città mesopotamiche. La sede califfale era allora a Damasco, in Siria, ma nel 762 fu spostata dalla nuova dinastia abbaside nella città mesopotamica di Baghdad (vicino all'antica Babilonia), che rimase a lungo il centro più importante del mondo arabo-islamico e non solo, salvo il relativamente breve periodo in cui il centro di governo e dell'economia si spostò nella più settentrionale Sāmarrāʾ.
Il califfato abbaside cadde nel 1258 sotto i colpi dei Mongoli guidati da Hülegü, avviando un processo di frammentazione politica (ma non culturale) del mondo arabo-islamico, il quale fino ad allora aveva trovato unità politica proprio nel califfato. Tamerlano, un condottiero turco-mongolo musulmano, invase l'Iraq nel 1401, pur mantenendo il centro delle sue attività politiche a Samarcanda, come d'altra parte fecero anche i suoi discendenti.
Dall'inizio del XVI secolo, l'Iraq fu invece conteso tra l'impero persiano, retto dalla dinastia sciita dei Safavidi (azeri di lingua e cultura), e l'impero ottomano di religione sunnita, fin quando quest'ultimo lo incorporò definitivamente nel 1638 (Trattato di Qasr-e Shirin).

### Indipendenza
Al termine del primo conflitto mondiale, le truppe britanniche occuparono l'odierno Iraq, fino ad allora rimasto provincia ottomana. Nell'ambito della spartizione dell'Impero ottomano in base all'accordo Sykes-Picot del 1916 tra Regno Unito e Francia, il 25 aprile 1920 fu presentata alla Società delle Nazioni una bozza che attribuiva a Londra il mandato di amministrare l'Iraq in vista della sua futura indipendenza; fu il periodo del Mandato britannico della Mesopotamia. Tuttavia, lo scoppio di una rivolta anti-britannica nei mesi successivi spinse a scartare l'idea del mandato in favore di un'immediata semi-indipendenza, con la politica estera e militare sotto il controllo di Londra, oltre al diritto di intervento di quest'ultima anche in altri campi. Il nuovo Stato assunse per volontà britannica la forma di una monarchia retta dal re di stirpe hashemita Fayṣal b. al-Ḥusayn. Il periodo di amministrazione britannica ebbe fine il 3 ottobre 1932, quando venne ufficialmente riconosciuta l'indipendenza del Paese, seppure ancora limitata sotto alcuni aspetti militari ed economici.
Nel 1941, il governo filo-britannico di Nūrī al-Saʿīd fu rovesciato da un colpo di Stato nazionalista, guidato dall'avvocato Rashīd ʿAlī al-Kaylānī, che tuttavia né la Germania nazista né l'Italia fascista appoggiarono in modo significativo. Fra l'1 e il 3 giugno 1941 i britannici intervennero militarmente contro il nuovo governo e lo sconfissero nel giro di un mese, causando circa un migliaio di morti. La frustrazione dei sostenitori del deposto governo, anti-britannico e favorevole a un'alleanza con l'Asse, diede luogo alla prima e più eclatante persecuzione degli ebrei in Iraq, il Farhud ("rottura dell'ordine e della legge").
Inoltre, proprio in questo periodo iniziò a venire alla luce la questione curda. I curdi d'Iraq avevano trovato la loro guida spirituale nel mullah Mustafa Barzani, il quale riuscì nell'intento di fare proseliti per proporre delle richieste alla monarchia. Le richieste presentate da Barzani includevano il riconoscimento di pari diritti per i curdi e la loro sovranità su un territorio a loro riconosciuto. La Corona non diede ascolto tuttavia alle richieste del mullah, cosicché nel 1949 Barzani guidò una rivolta contro la monarchia. La prima insurrezione curda fu sedata dall'esercito monarchico, e Barzani insieme ai suoi collaboratori andò in esilio volontario in Unione Sovietica, dove ottenne protezione come rifugiato politico. Fece poi ritorno in Iraq solo dopo la caduta della monarchia nel 1958.
Nel 1946, i grandi scioperi scossero Kirkuk. I manifestanti denunciano le condizioni di lavoro, ma anche il dominio britannico sulla compagnia petrolifera. I leader politici dei partiti progressisti sono incarcerati. Nel 1948, quando il governo firmò un nuovo trattato di alleanza con il Regno Unito, vi furono manifestazioni di massa. La monarchia perde il controllo delle strade per qualche giorno. La legge sullo stato di emergenza fu immediatamente applicata e Nūrī al-Saʿīd, un veterano della monarchia che aveva già assunto più volte la guida del governo, tornò al potere e introdusse leggi anticomuniste. Il segretario generale del partito comunista iracheno, Yūsuf Salmān Yūsuf, detto Fahd (leopardo), viene impiccato e i giornali vengono censurati. Dal 1954, l'appartenenza al Partito Comunista ha portato alla perdita della cittadinanza.
Cessata la tutela britannica alla fine della seconda guerra mondiale, la monarchia di re Faysal II perseguì una linea filo-occidentale, ma il 14 luglio 1958 un colpo di Stato messo in atto dal Comitato degli Ufficiali Liberi guidati dal generale ʿAbd al-Karīm Qāsim (talora scritto Abdul Karim Kassem) e dal colonnello ʿAbd al-Salām ʿĀrif, istituì la repubblica, giustiziando sommariamente l'intera famiglia reale con i suoi notabili e perseguendo una linea nazionalista e neutralista. L'8 febbraio 1963 Qāsim viene ucciso nel corso di un ulteriore colpo di Stato, che porta al potere il partito Ba'th, di ispirazione socialista e panaraba, favorevole a un avvicinamento in politica estera all'Unione Sovietica. Il nuovo governo è sostenuto dagli esuli curdi (di cui aveva permesso il ritorno) e dal Partito Comunista. Nelle settimane successive sono state adottate numerose riforme: riforma agraria, aiuti alle famiglie povere, piani urbanistici, ecc.
Il governo è perciò sostenuto dalla repubblica egiziana governata dal colonnello Nasser, ed è in questa cornice che muoverà i suoi primi passi politici il ba'thista Saddam Hussein. Tuttavia, il 18 novembre 1963 il regime del Ba'th viene rovesciato da un altro colpo di Stato ad opera dell'ex braccio destro del generale Kassem, il colonnello ʿAbd al-Salām ʿĀrif. Dopo la morte violenta di quest'ultimo sarà suo fratello, il feldmaresciallo ʿAbd al-Rahmān ʿĀrif a guidare il Paese. Il 17 luglio 1968, però, il Baʿth è riportato al potere ancora da un colpo di Stato, guidato questa volta dal generale Ahmad Hasan al-Bakr, parente di Saddam Hussein. In tutto questo ventennio postbellico i rapporti con la minoranza curda sono segnati da cicli di insurrezioni, repressioni, tregue, accordi politici e mancata applicazione degli stessi.

### Regime del Baʿth e la guerra con l'Iran
Preso il potere, il Baʿth instaura un controllo molto stretto sulle istituzioni e sulla società irachena, in direzione panaraba e socialista anziché nazionalista, appoggiandosi preferibilmente sugli arabi sunniti, soprattutto dopo la presa del potere da parte di Saddam Hussein nel 1979, che abbandonerà rapidamente l'ispirazione socialista e filo-sovietica e, negli ultimi anni del regime, anche quella panaraba.
Il 1º giugno 1972 il governo nazionalizza l'industria petrolifera fino a quel momento in mano alla Iraq Petroleum Company britannica: questa decisione avrà un ruolo chiave nelle successive decisioni dell'OPEC. Il governo repubblicano iracheno si impegna poi fortemente nella modernizzazione del Paese. Grazie alla vendita del petrolio nazionalizzato, il governo finanziò l'elettrificazione del paese, la costruzione di acquedotti, scuole, università, ospedali. La politica interna giungerà al creare ed intensificare un'economia industriale e produttiva non collegata al petrolio, con creazione di posti di lavoro e di benessere per la popolazione. Va inoltre ricordato il riconoscimento di numerosi diritti civili alle donne e l'instaurazione di una forma di governo interamente laica.
Nel 1980 gli Stati Uniti e i Paesi NATO appoggiarono con aiuti economici e militari la volontà dell'Iraq (che aveva rivendicazioni territoriali) a scendere in guerra il 22 settembre contro l'Iran (dove una rivoluzione fondamentalista islamica aveva rovesciato la monarchia); al termine della guerra Iran-Iraq (8 agosto 1988) del conflitto però non ci furono né vincitori né vinti.
Nel corso della guerra morirono tra mezzo milione e un milione e mezzo di persone da entrambe le parti. Molti Curdi iracheni durante la guerra contro l'Iran appoggiarono l'Ayatollah, nella speranza che Saddam Hussein venisse rovesciato. In risposta all'atteggiamento mostrato dai Curdi nell'appoggiare il nemico iraniano, Saddam Hussein sostenuto da suo cugino ʿAlī Ḥasan al-Majīd, detto "Il Chimico", mise in atto una durissima campagna repressiva contro i Curdi stessi, considerati sabotatori del governo legittimo dell'iraq. Così il 16 agosto 1987 inizió l'operazione Anfal, con l'obiettivo di sterminare i Curdi d'Iraq. Le truppe irachene fecero irruzione nelle case curde, seminando il terrore tra le famiglie torturando i figli maschi e rapendo le figlie femmine. Molti Curdi vennero internati in campi di concentramento nel deserto in condizioni disumane, altri furono vittime di sparizione forzata. Terribile fu l'attacco con armi chimiche perpetrato dagli iracheni nel campo profughi di Halabja del marzo 1988, nel quale persero la vita 8000 curdi. In totale si è calcolato che il genocidio provocò tra i 50.000 e i 100.000 morti curdi.
Il genocidio dell'Anfal ha contribuito non poco a rendere ancor più accesi i contrasti tra gli iracheni e i Curdi e a mostrare Saddam come un dittatore crudele agli occhi dell'Occidente.

#### Prima guerra del Golfo (1990-1991)
Il 2 agosto 1990 l'Iraq occupò il Kuwait, adducendo antiche rivendicazioni territoriali e più recenti ragioni economiche legate allo sfruttamento dei pozzi petroliferi. Con l'annessione del Kuwait l'Iraq diventa il maggior produttore di petrolio con il 20,9% del mondo. Le Nazioni Unite reagiscono autorizzando l'uso della forza per respingere l'attacco. Il 17 gennaio 1991 ha così inizio l'invasione da parte di una coalizione internazionale che agisce su mandato delle Nazioni Unite, invasione che si conclude il 28 febbraio, seguita il 3 aprile dal cessate il fuoco definitivo fissato dalla risoluzione 687 del Consiglio di sicurezza dell'ONU. L'Iraq è costretto a ritirarsi dal Kuwait ma la coalizione a guida americana invade l'Iraq e decide di fermarsi prima di raggiungere la capitale irachena, permettendo al regime di sopravvivere. In seguito a questi avvenimenti, però, l'Iraq subisce un isolamento internazionale che termina solo in seguito al rovesciamento del regime baʿthista nel 2003.
La sovranità dell'Iraq venne sottoposta a serie limitazioni. Infatti, oltre all'imposizione della "no-fly zone" da parte anglo-statunitense, il regime di Baghdad fu costretto a concedere un'ampia autonomia ai distretti curdi e a riconoscere il tracciato dei confini con il Kuwait. A ciò si aggiunsero misure di disarmo (di cui fu incaricata l'UNSCOM, Commissione speciale delle Nazioni Unite, con l'ausilio dell'AIEA, l'Agenzia internazionale per l'energia atomica, e restrizioni nella vendita di petrolio, una cospicua parte della quale fu destinata a ripagare i danni inflitti al Kuwait.
La distruzione delle centrali idroelettriche e di altre centrali ha portato allo scoppio di epidemie di gastroenterite, colera e tifo impedendo il funzionamento dell'acqua potabile e degli impianti di trattamento delle acque reflue. Di conseguenza, 100.000 civili sono stati colpiti indirettamente, mentre il tasso di mortalità infantile è raddoppiato. L'OMS ha registrato un forte aumento dei casi di colera e tifo negli anni '90. Il rapporto di una missione delle Nazioni Unite guidata dal sottosegretario Martti Ahtisaari, inviata nel marzo 1991 per valutare i bisogni umanitari dell'Iraq, descriveva lo stato del paese come "quasi apocalittico".
Un altro rapporto delle Nazioni Unite, del 1999, sottolinea gli effetti a lungo termine di questa campagna di bombardamenti, che ha distrutto la maggior parte delle infrastrutture necessarie alla sopravvivenza della società (acqua, elettricità, ospedali, ecc.). Secondo il rapporto, il tasso di mortalità per parto è passato da 50 per 100.000 nel 1989 a 117 nel 1997, mentre il tasso di mortalità infantile (inteso come comprendente i bambini sotto i 5 anni) è aumentato nello stesso periodo da 30 per 1.000 a più di 97 per 1.000; tra il 1990 e il 1994, era aumentato di 62 volte. Prima della guerra, nel 1990, l'Iraq produceva circa 8.900 milioni di watt; nel 1999 questa cifra si era ridotta a 3.500. Questa drastica riduzione è dovuta sia ai bombardamenti aerei che alle sanzioni economiche applicate successivamente dall'ONU (risoluzione n. 661 del Consiglio di Sicurezza dell'ONU; la risoluzione 687 dell'aprile 1991 permetteva l'invio di cibo e forniture mediche, ma non dei materiali necessari per ricostruire la rete elettrica e di acqua potabile). La difficoltà principale sta nel distinguere tra le morti indirette causate dai bombardamenti e quelle causate dalle sanzioni, che hanno impedito la ricostruzione del paese.

#### Tra due guerre (1992-2002)
Nel 1992 il rifiuto di concedere l'accesso agli ispettori dell'UNSCOM causò la proclamazione da parte dell'ONU di un rigido embargo economico, i cui effetti si rivelarono devastanti soprattutto per la popolazione civile, secondo il rapporto Unicef del 1999 a causa dell'embargo morivano almeno 90.000 bambini all'anno. Perciò nel 1995 l'ONU attenuò le sanzioni, avviando con la risoluzione 986 il programma "Oil for Food" ("petrolio in cambio di cibo"), che autorizzava l'Iraq a esportare due miliardi di dollari di greggio al semestre per l'acquisto di viveri e medicinali. Temendo che il regime iracheno potesse usare il programma per approvvigionarsi di materiale bellico, gli Stati Uniti e il Regno Unito frapposero tuttavia molti ostacoli alla sua applicazione. Intanto, nell'ottobre 1994 un nuovo spostamento di truppe irachene al confine con il Kuwait spinse gli Stati Uniti a inviare nella regione un proprio contingente militare. Il regime di Baghdad annunciò il ritiro dall'area e riconobbe la sovranità del Kuwait il 10 novembre dello stesso anno, in conformità alle risoluzioni dell'ONU.
A partire dal 1997 tornò a intensificarsi lo scontro tra Saddam Hussein e l'amministrazione statunitense, causato dagli ostacoli frapposti dalle autorità irachene ai controlli dell'UNSCOM ritenuti opera di spionaggio statunitense: nel dicembre del 1998 una nuova crisi, durante la quale gli Stati Uniti lanciarono l'Operazione Desert Fox. L'intervento personale del segretario generale delle Nazioni Unite Kofi Annan ottenne la ripresa delle ispezioni. Nonostante quest'ultimo accordo, però, la questione rimase irrisolta, e agli inizi del 1999 gli aerei statunitensi e britannici ripresero le incursioni sul territorio iracheno. Un altro attacco nel febbraio del 2001 sollevò le proteste della maggioranza dei paesi arabi e fu criticata anche da numerosi esponenti dei governi europei, in particolare in Francia e in Germania.
Nel frattempo, dopo il fallimento della missione UNSCOM, l'ONU istituì la missione UNMOVIC (Commissione per il monitoraggio, la verifica e l'ispezione degli armamenti iracheni), che però non ottenne l'autorizzazione del governo iracheno.
Dopo l'attacco terroristico subito dagli Stati Uniti l'11 settembre 2001 il governo di Washington accusò il regime iracheno di produrre armi di distruzione di massa e di collaborare con l'organizzazione terroristica al-Qāʿida, e riprese gli attacchi aerei contro obiettivi strategici e militari iracheni. In seguito all'intensificarsi degli attacchi aerei e all'esplicita minaccia degli Stati Uniti di scatenare una nuova guerra, a settembre l'Iraq consentì la ripresa delle ispezioni dell'ONU. Tuttavia, il presidente statunitense George W. Bush, scettico nei confronti dell'accordo, chiese una nuova risoluzione dell'ONU che autorizzasse un nuovo intervento militare contro il regime di Saddam Hussein; la richiesta di Washington fu tuttavia accolta solo da pochi paesi e da un solo altro membro del Consiglio di sicurezza dell'ONU, il Regno Unito.

#### Seconda guerra del Golfo (2003)
Il 20 marzo 2003, nonostante l'opposizione del Consiglio di Sicurezza dell'ONU, gli Stati Uniti e il Regno Unito lanciarono l'attacco contro l'Iraq, sostenuti da una trentina di paesi. La forza di invasione anglo-americana, penetrata nel paese dal sud e dal nord (dove si avvalse del sostegno dei curdi), si impose agevolmente sulla resistenza irachena, arrivando a Baghdad il 9 aprile. Saddam Hussein si diede alla fuga e venne poi catturato nel dicembre successivo nei pressi di Tikrit, la sua città natale, venendo poi condannato a morte da un tribunale ad hoc e impiccato il 30 dicembre 2006.
Il 1º maggio il presidente statunitense Bush Jr proclamò la fine della guerra. Il 22 maggio il Consiglio di sicurezza dell'ONU pose fine alle sanzioni contro l'Iraq e a ottobre l'ONU autorizzava la presenza della forza multinazionale in Iraq e fissò un piano per l'elezione di un Parlamento e la costituzione di un governo, cui sarebbe stata trasferita la sovranità entro il mese di giugno del 2004. A luglio venne instaurato un'Autorità Provvisoria di Coalizione (APC), i cui posti chiave vennero assegnati a membri dell'opposizione rientrati dall'esilio e ai rappresentanti delle comunità curda e sciita.
Nello stesso mese di maggio, L. Paul Bremer, nominato dal Presidente USA G.W. Bush capo dell'APC, emise due decreti miranti a escludere i membri del partito al-Baʿth dal nuovo governo iracheno (APC Order 1) e a sciogliere l'intera struttura militare irachena (APC Order 2), ricca di circa 400 000 elementi, in maggioranza sunniti. La decisione comportò anche il licenziamento di un gran numero di funzionari statali iracheni, inclusi 40 000 insegnanti di scuola che si erano iscritti al Baʿth soltanto per ottenere più facilmente un lavoro retribuito.
Saranno in gran parte gli ex militari rimasti disoccupati e i vecchi quadri dell'amministrazione ba'thista a saldare un'alleanza con gli estremisti religiosi fornendo gli effettivi militari del futuro Stato Islamico.
Le armi di distruzione di massa in Iraq non sono mai state trovate.
 Sir John Chilcot, nel rapporto sulla partecipazione britannica al conflitto in Iraq del 2003 e sul ruolo di Tony Blair, ha detto che gli USA e il Regno Unito minarono l'autorità dell'ONU, sottolineando che Tony Blair presentò all'opinione pubblica false prove sul fatto che Saddam Hussein avesse armi di distruzione di massa.
Da parte loro gli Stati Uniti per bocca di Paul Wolfowitz, che è l'inventore della dottrina della guerra preventiva adottata da Bush ha detto che le armi di distruzione di massa furono un pretesto.
Le forze alleate vincitrici incontrarono nei mesi successivi alla conquista del Paese una dura resistenza, condotta per lo più da ex membri del regime ba'thista e da miliziani fondamentalisti iracheni e stranieri (alcuni dei quali più o meno legati ad al-Qāʿida) e costituitosi poi in Stato Islamico. Perciò l'intervento anglo-americano globalmente ha portato ad una destabilizzazione in Medio Oriente, un progetto di controllo a livello economico e militare delle risorse, soprattutto petrolifere, come aveva previsto Giorgio S. Frankel nel 2002.
Agli inizi del 2004 la diffusione delle immagini delle torture inflitte da alcuni militari statunitensi ai detenuti del carcere di Abū Ghurayb acuirono le tensioni e sollevarono nel mondo una generale riprovazione. Contemporaneamente alla resistenza contro le truppe straniere e il nuovo governo da queste sostenuto, vi fu anche il risveglio delle tradizionali divisioni religiose e tribali tra la comunità sciita (maggioritaria ma emarginata durante il regime ba'thista) e quella sunnita.

Il 28 giugno 2004 si instaurò un nuovo governo provvisorio iracheno, presieduto dallo sciita Iyād ʿAllāwī. Il nuovo governo aveva come principale compito quello di preparare lo svolgimento di nuove elezioni e di redigere la nuova carta costituzionale.

Nella comunità sunnita, che svolgeva un ruolo marginale nel processo di transizione, si rafforzò intanto un'ala radicale, che intensificò la sua offensiva guerrigliera e terroristica, con migliaia di attentati mortali e di atti di sabotaggio.

### Repubblica d'Iraq (2005 - presente)

#### Presenza americana e guerriglia (2005-2011)
Nel corso del 2005 si svolsero tre tornate elettorali, per eleggere un parlamento incaricato di redigere una costituzione, per approvare la nuova costituzione e per eleggere un nuovo parlamento. Il boicottaggio da parte di gran parte della comunità sunnita e le minacce della guerriglia non impedirono a oltre otto milioni di iracheni (fino ad arrivare a dodici nelle elezioni di dicembre) di recarsi alle urne, consegnando la maggioranza relativa dei seggi in entrambe le elezioni parlamentari al blocco sciita guidato da Ibrāhīm al-Jaʿfarī e approvando la nuova carta costituzionale. Ad aprile Jalāl Ṭālabānī, leader dell'Unione Patriottica del Kurdistan, venne invece eletto alla presidenza del paese, e viene approvata la nuova carta costituzionale.
Nei primi mesi del 2006 si rafforzano le attività guerrigliere contro le forze d'occupazione e si intensifica lo scontro tra le comunità sciita e sunnita, con diversi attentati a moschee che provocano la morte di centinaia di persone. Le ricercate armi di distruzione di massa non vengono trovate, mentre l'ipotesi che il regime iracheno avesse un rapporto di collaborazione con l'organizzazione terroristica di al-Qāʿida viene progressivamente smontata con l'analisi dei documenti iracheni, gli interrogatori di ufficiali di Saddam e la pubblicazione o desecretazione di numerosi rapporti di CIA e Pentagono anche precedenti all'invasione.

All'inizio del 2007 George W. Bush annuncia un forte incremento delle truppe americane in Iraq, come parte della strategia detta "surge", nel corso della quale si cerca anche di coinvolgere maggiormente i sunniti, sia nel nuovo regime politico, sia nella lotta contro gli estremisti (e in particolare i "qa'idisti" di al-Jamāʿat al-Tawḥīd wa al-Jihād, detta anche al-Qāʿida in Iraq). Milizie prevalentemente sunnite, alcune delle quali in passato impegnate nella guerriglia contro le truppe straniere, cominciano così a cooperare con gli occupanti e a ricevere da loro finanziamenti. La strategia ha almeno in parte successo, ma nel momento in cui viene terminata alla fine del 2008, molti gruppi sunniti, delusi, si alleano con i ribelli. Nel frattempo alcuni Stati, fra cui il Regno Unito e l'Italia, cominciano il ritiro delle proprie truppe.

Nel 2008 Stati Uniti e Iraq firmano un accordo sullo status delle forze armate nel quale si fissa il ritiro di tutte le truppe americane entro la fine del 2011.

Benché continuino i combattimenti sia contro il governo iracheno e le truppe straniere, sia fra le diverse comunità etnico-religiose, la scadenza viene rispettata e nel 2011 le truppe straniere terminano il ritiro dall'Iraq.

#### Guerra contro Daesh (2012-2017)
A partire dal 2012 l'Iraq subisce le ripercussioni della guerra civile siriana, a causa di un intenso scambio di guerriglieri fra i gruppi islamisti che operano nella Siria orientale e quelli operanti nell'Iraq occidentale (a maggioranza sunnita, dove è forte il risentimento verso il governo di Baghdad, dominato dagli sciiti).
Nel 2013 Abu Bakr al-Baghdadi, leader dello Stato Islamico dell'Iraq fondato nel 2006 come ambiguo concorrente di al-Qāʿida, annuncia l'unione del suo gruppo con la siriana al-Nusra, il principale movimento islamista della guerriglia locale. L'unione, respinta dalla maggior parte della dirigenza di al-Nusra e da al-Qāʿida, provoca l'allontanamento dalla rete di al-Qāʿida del nuovo gruppo, che prende il nome di Stato Islamico dell'Iraq e del Levante (ISIS o ISIL nella sigla inglese).

All'inizio del 2014 questo gruppo assume il controllo della città di Falluja e di buona parte della provincia irachena occidentale di al-Anbar, oltre che della Siria orientale, e si espande poi fra giugno e luglio a nord e a est, prendendo in particolare le città di Mosul e Tikrit e spingendosi fino al territorio del Kurdistan. In questo periodo, rotti definitivamente i legami con al-Qaeda, proclama la creazione di un califfato universale (o Stato Islamico, IS nella sigla inglese) con a capo il suo leader Abu Bakr al-Baghdadi, che prende il nome di califfo Ibrahim. L'avanzata dell'ISIS viene frenata dai raid degli Stati Uniti e dalle milizie curde e sciite.
In seguito alle pressioni internazionali a favore di una politica più aperta nei confronti dei sunniti, il primo ministro ad interim Nuri al-Maliki viene sostituito ad agosto da Ḥaydar al-ʿAbādī.

A partire dal 2015, lo Stato Islamico comincia a perdere terreno, e le offensive dell'esercito regolare e delle milizie a esso legate, unitamente ai raid aerei americani e alla pressione sul fronte siriano, portano alla riconquista irachena di diverse aree, incluse le città di Tikrit, Ramadi e Falluja, lasciando sotto il controllo dello Stato Islamico solo l'area di Mosul, considerata la "capitale" del Califfato in Iraq fin dalla sua presa nel 2014. Nell'ottobre del 2016 il governo dà inizio all'offensiva volta a riprendere Mosul, che si prolunga nei mesi successivi.
Il 9 dicembre 2017 il premier al-ʿAbādī dichiara ufficialmente vinta la guerra a Daesh.

## Geografia

### Morfologia
Oltre alla Mesopotamia, il territorio iracheno comprende a ovest un vasto lembo orientale del deserto Siriaco, gli ultimi tavolati del Nefūd (Arabia Saudita) e i primi rilievi della catena dello Zagros, mentre a nord include un'estrema sezione della stessa catena che corrisponde al Kurdistan meridionale. Circa il 60% del territorio rientra però nella pianura mesopotamica, vasta area depressionaria orientale (Irāq potrebbe significare appunto bassopiano) del tavolato siro-arabico, colmata verso il Golfo Persico dalle alluvioni recenti del Tigri e dell'Eufrate: è perciò una zona di passaggio tra la Siria (e quindi il mondo mediterraneo) e il Golfo Persico, naturale corridoio verso il mondo indiano. La sua struttura geologica è relativamente semplice, essendo costituita essenzialmente da un imbasamento paleozoico che, ricoperto da potenti stratificazioni sedimentarie marine, si contrappose ai movimenti orogenetici cenozoici (a cui si ricollegano i vasti espandimenti di rocce effusive presenti nel Nord) che hanno formato gli archi montuosi del Tauro e dello Zagros: la grande zolla, rimasta essenzialmente rigida, subì un'inclinazione verso S e, a partire dalla fine del Cenozoico, fu ricoperta nella sezione più meridionale dalle alluvioni depositate dal Tigri e dall'Eufrate, secondo un processo ancora in corso, come testimoniano le continue variazioni morfologiche e gli spostamenti della linea di costa. L'orlo montuoso dell'Iraq, che nella parte orientale supera in più punti i 3500 m (Keli Haji Ibrāhīm, 3600 m), forma un gigantesco arco di catene diretto prima da W a E e poi da NW a SE fin quasi a lambire il Golfo Persico. I monti scendono ripidi sul bassopiano o vi si smorzano con una serie di lunghe e spettacolari pieghe anticlinali: fratture tettoniche hanno favorito l'infiltrarsi di colate basaltiche e questi monti, per lo più formati da rocce calcaree, incisi da gole, si presentano aridi e nudi anche per la diffusione che vi hanno i fenomeni carsici. Nei settori occidentali e sudoccidentali del Paese si estendono invece monotone piattaforme, debolmente inclinate verso l'Eufrate e preludio ai deserti di Arabia e di Siria; i solchi dei widian e le alture basaltiche ne costituiscono la più marcata componente morfologica.

### Idrografia
L'Iraq odierno corrisponde alla regione geografica della Mesopotamia, la "terra in mezzo ai fiumi", ossia l'Eufrate e il Tigri, che scorrono da nord a sud, unendosi prima di sfociare nel Golfo Persico. Lungo le rive di questi fiumi sono presenti ampie zone paludose usate in passato per frenare le inondazioni generate dalle piene di questi fiumi (ad esempio il lago Milh). Altri due fiumi di notevole rilevanza sono il Grande Zāb e il Piccolo Zāb, affluenti del Tigri.
Per far fronte ai problemi idrologici ed energetici del paese sono state costruite numerose dighe. Le più importanti sono:
- Diga di Haditha: situata sul fiume Eufrate, con una potenza di 660 MW.
- Diga di Mossul: situata su fiume Tigri è attualmente la più grande del paese. Ha una potenza di 750 MW.
- Diga di Bekhme: la sua costruzione sul fiume Grande Zāb è attualmente sospesa. Con i suoi 1500 MW di progetto, se verrà completata diventerà la più grande del paese.

### Clima
Il clima iracheno è subtropicale: praterie aride a nord e deserto a sud. Gli inverni sono miti, escludendo la catena montuosa a nord del paese, dove sono abbastanza rigidi. Le estati sono caldissime. Le temperature in questa stagione sono tra le più elevate al mondo: superano infatti costantemente i 43 °C, con punte di 51 - 52 °C, soprattutto nella pianura mesopotamica.

## Popolazione

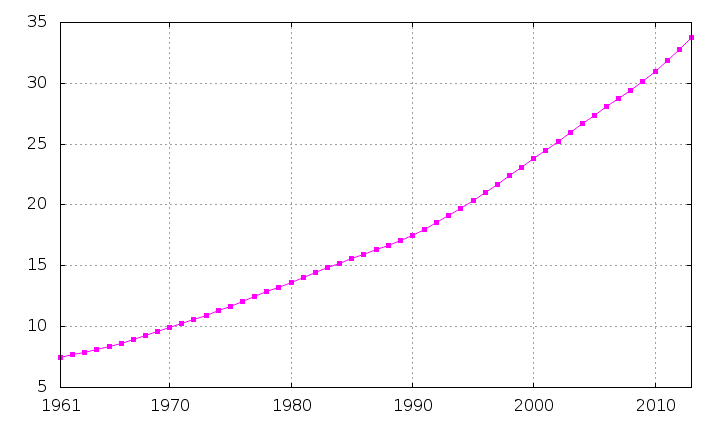
Popolazione in milioni. Dati FAOSTAT 2004

Secondo stime del CIA World Factbook nel 2022 la popolazione irachena era di 40.462.701 abitanti.
Le continue guerre degli ultimi 30 anni hanno provocato una forte emigrazione: nel 2008 l'Alto commissariato delle Nazioni Unite per i rifugiati calcolava circa due milioni di rifugiati all'estero, in larga maggioranza in Siria e Giordania.

I tre principali gruppi etnico-religiosi del Paese sono gli arabi (iracheni di lingua araba) sunniti, gli arabi sciiti e i curdi (il 15-20% della popolazione, anch'essi prevalentemente sunniti).

### Etnie
L'etnia maggioritaria (75-80%) è quella degli iracheni di lingua araba, del ceppo semitico. Vi è poi una consistente minoranza curda (15-20%), che parla la lingua curda del ceppo indoeuropeo, maggioritaria nel nord-est del Paese. Fra le altre etnie vi sono quella assira, ossia quella minoranza di iracheni settentrionali (delle regioni dell'Assiria) che hanno continuato a professare il cristianesimo siriaco e a parlare lingue aramaiche (anch'esse del ceppo semitico) e non hanno adottato l'islam e l'identità linguistica araba come il resto della popolazione semitica irachena, e l'etnia turcomanna.
All'interno di questi gruppi etnici sono poi individuabili dei sottogruppi, come i cosiddetti arabi delle paludi e gli yazidi, questi ultimi di etnia curda ma identificati dalla loro religione pre-islamica (yazidismo).

### Religioni
Gli iracheni sono ufficialmente in larghissima maggioranza musulmani (99% della popolazione). Nello specifico, circa il 62,5% della popolazione è di fede sciita e il 34,5% è di fede sunnita. Gli iracheni residenti nella popolosa zona sudorientale sono prevalentemente sciiti, mentre gli iracheni residenti nella parte centro-occidentale del Paese e la quasi totalità degli appartenenti all'etnia curda, insediati prevalentemente nell'Iraq nordorientale, sono prevalentemente sunniti.
Vi sono poi minoranze professanti il cristianesimo, il mandeismo, e lo zuismo, e specificamente tra i curdi lo yazidismo, lo yarsanesimo e lo zoroastrismo. Fino circa al 2003 la popolazione cristiana contava circa 1 500 000 fedeli, per lo più appartenenti alle chiese assira, cattolica caldea, siriaco-ortodossa, siriaco-cattolica e armena. Negli anni successivi, però, il numero di cristiani in Iraq è drasticamente calato, e oggi si stima ammonti a circa 200.000 persone.

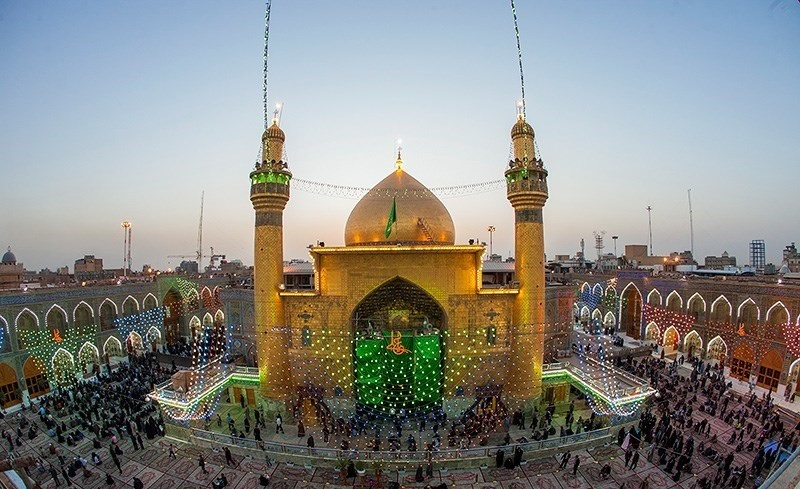
ISLAM: Moschea dell'Imam 'Ali a Najaf, uno dei siti più sacri dello sciismo.
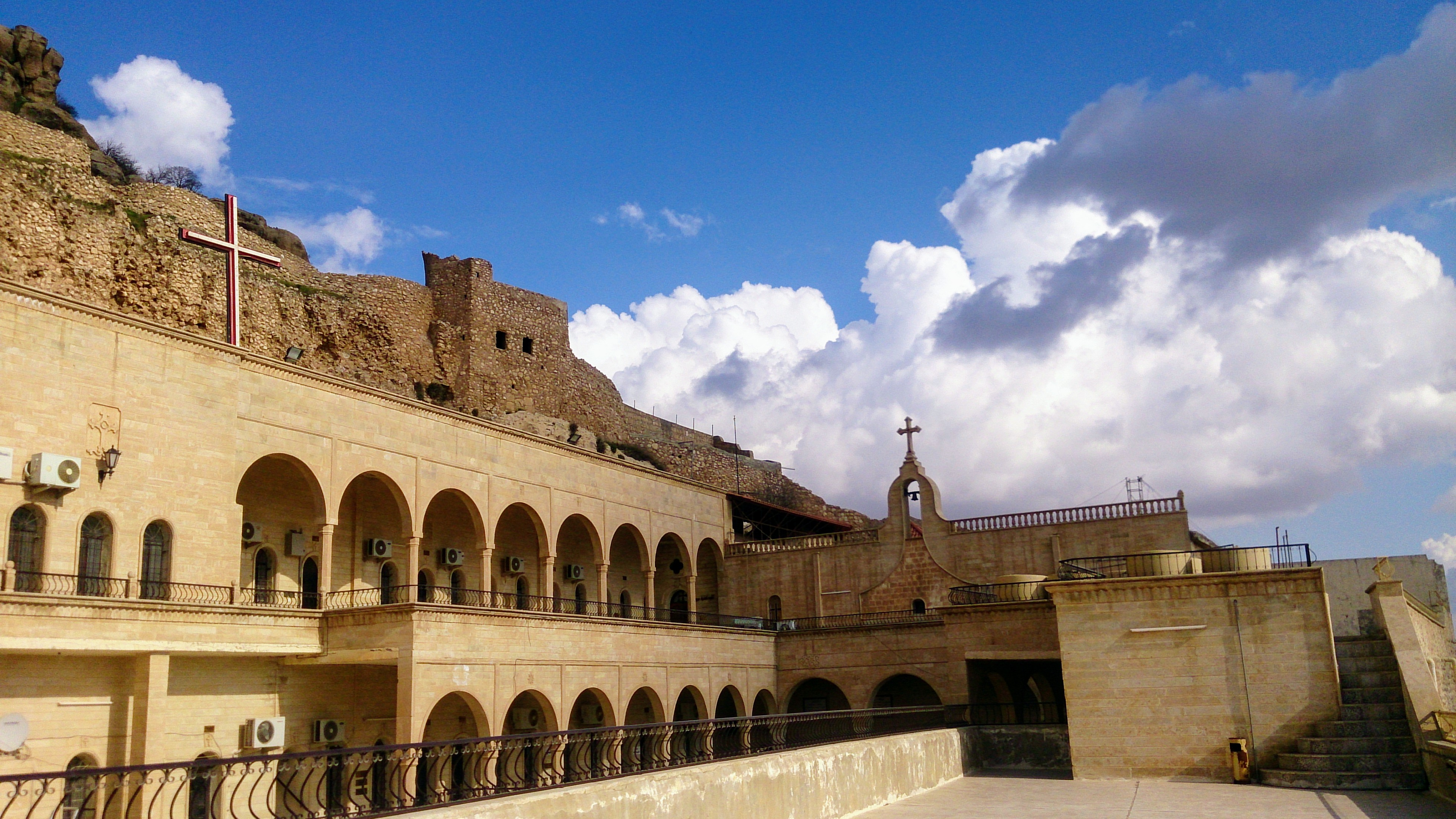
CRISTIANESIMO: Monastero di Mor Mattai, dei cattolici caldei, sul monte Alfaf, a Bartella.
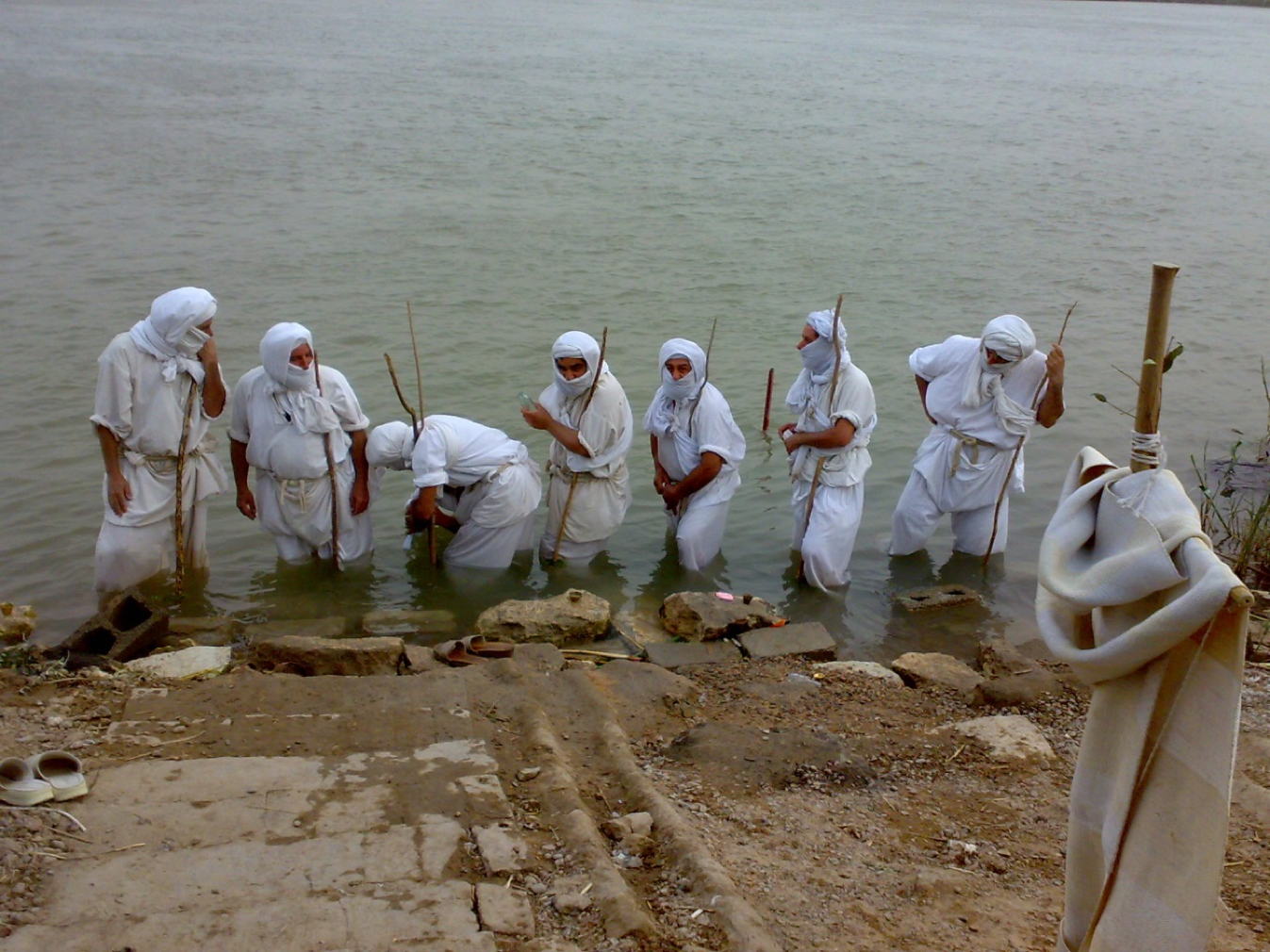
MANDEISMO: Iniziazione di un sacerdote mandeo nelle acque del Tigri a Baghdad.
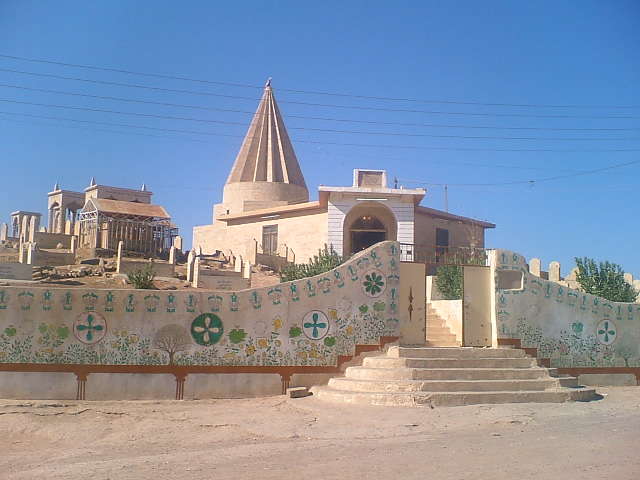
YAZIDISMO: Tempio della religione yazida a Sreshka.
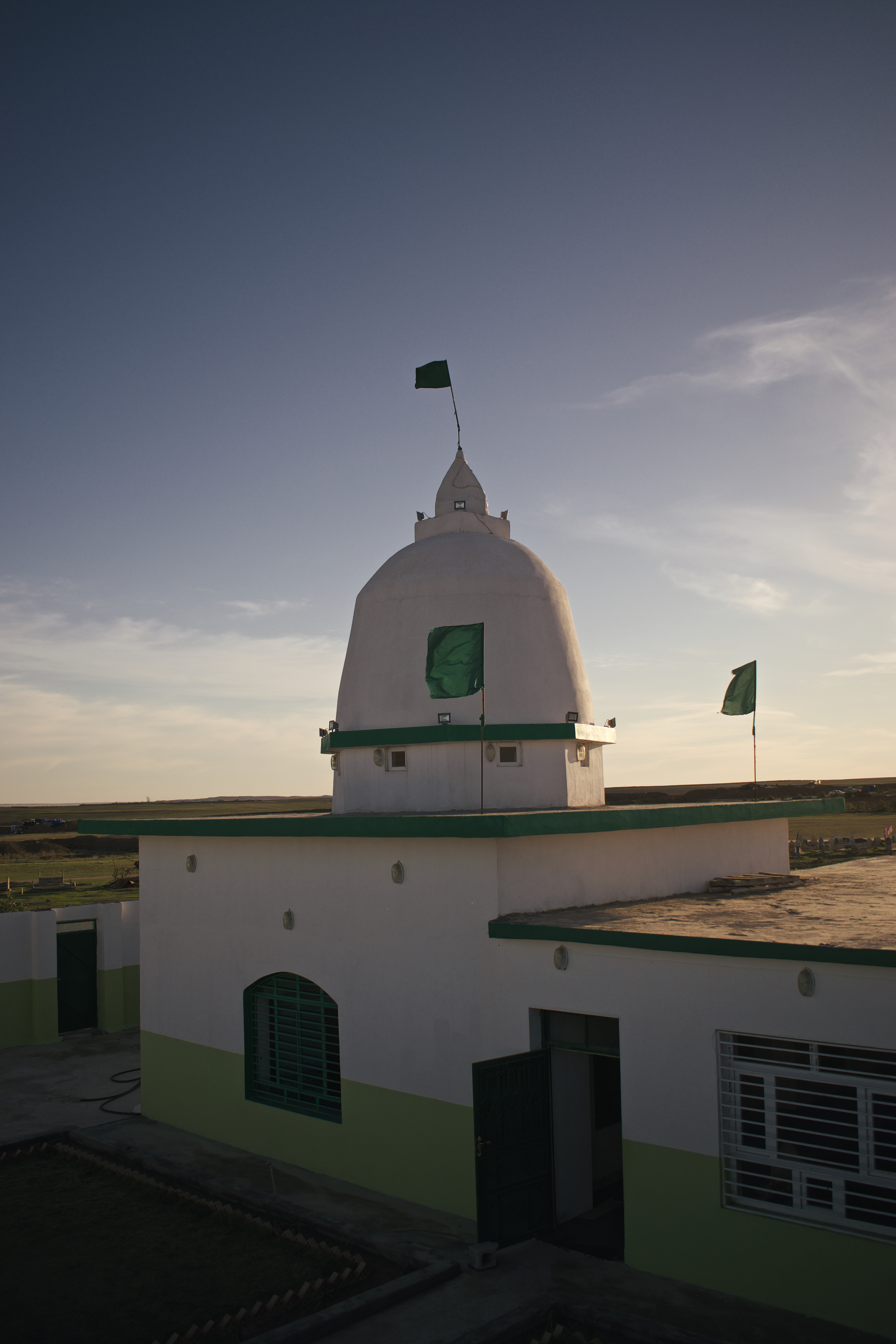
YARSANESIMO: Santuario di Shah Hayas, della religione yarsana, a Wardyk.
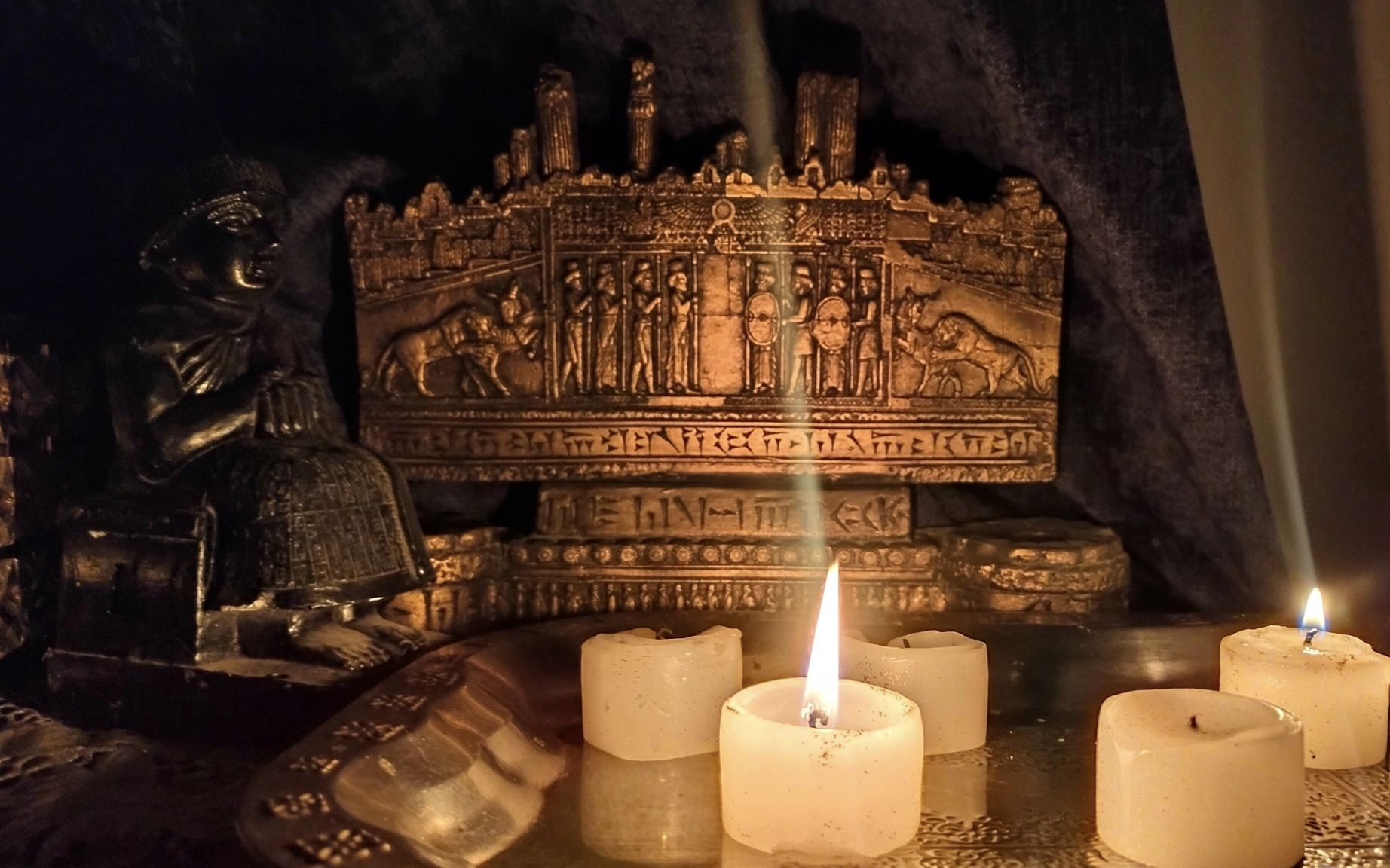
ZUISMO: Altare privato dedicato a Gudea e ad altre figure, di un praticante zuista a Nassiriya.

### Lingue
La lingua più parlata è l'arabo, nella sua variante mesopotamica (di dialetto qeltu nel nord, e dialetto gilit nel sud; i nomi dei due dialetti sono il rispettivo modo di pronunciare "io dicevo", qultu in arabo standard), appartenente alla famiglia linguistica semitica. L'arabo mesopotamico è caratterizzato da un substrato aramaico e accadico (assiro e babilonese), e tramite quest'ultimo anche sumerico.
Il curdo, lingua del gruppo linguistico indoeuropeo e assai vicino al persiano, è parlato invece nelle zone dove l'etnia curda è maggioritaria. L'arabo e il curdo sono le due lingue ufficiali, ma, in base all'articolo 4 della Costituzione, sono riconosciuti anche il siriaco/assiro neo-aramaico e il turcomanno come lingue ufficiali nelle aree amministrative dove sono più parlati, e ai madrelingua viene garantito il diritto all'istruzione in tali lingue nelle istituzioni governative pubbliche, e lo stesso vale per la piccola minoranza parlante armeno.

## Ordinamento dello Stato
Secondo la Costituzione del 2005, l'Iraq è una repubblica parlamentare, federale e democratica. Il codice civile prevede la legge islamica come fonte del diritto. L'esigenza di un equilibrio tra le comunità si è riflessa nella spartizione delle tre principali cariche dello Stato, che, seppur non formalmente prevista nella costituzione, è considerata parte fondamentale dell'accordo fra le tre principali comunità del Paese:
- il Presidente della Repubblica, carica per lo più onorifica, attribuita a un curdo,
- il Primo Ministro, scelto all'interno della comunità sciita,
- il Presidente del parlamento, sunnita.

Per i primi due mandati (cioè fino al 2014) la Costituzione stabiliva che il Presidente fosse affiancato da un Consiglio di Presidenza del quale facevano parte anche un Vice Presidente sciita e uno sunnita. Allo stesso modo i due Vice Presidenti del Parlamento sono uno sciita e un curdo, mentre i Vice Primi Ministri erano tre, un sunnita, uno sciita e un curdo, fino all'abolizione della carica nell'agosto 2015
Il potere legislativo è attribuito al Parlamento, attualmente (2022) composto da 329 membri eletti tramite il sistema elettorale del Voto singolo non trasferibile.

### Rivendicazioni territoriali
La rivendicazione da parte irachena del Khuzistan, popolato da arabi e ricco di petrolio, scatenò la guerra Iran-Iraq. La rivendicazione del Kuwait come diciannovesima provincia irachena scatenò la guerra del Golfo. Altri potenziali conflitti con l'Arabia Saudita su aree desertiche di confine potenzialmente petrolifere furono invece appianati molti anni fa con la creazione di zone neutrali.

### Suddivisioni amministrative
L'Iraq è suddiviso in 18 governatorati dal 1976. Dal 2005 è prevista l'istituzione di regioni (su base etnico-religiosa); tuttavia l'unica istituita è il Kurdistan, e solo su tre delle cinque province rivendicate dai curdi (in contrasto con sunniti e turcomanni). Altre nove province dovrebbero far parte della regione sciita, ma gli sciiti sono in contrasto con i sunniti sul controllo della capitale.

#### Governatorati
L'Iraq è suddivisa nei seguenti governatorati:
1. Baghdād (بغداد)
2. Ṣalāḥ al-Dīn (صلاح الدين)
3. Diyālā (ديالى)
4. Wāsiṭ (واسط)
5. Maysān (ميسان)
6. al-Baṣra (البصرة)
7. Dhī Qār (ذي قار)
8. al-Muthannā (المثنى)
9. al-Qādisiyya (القادسية)
10. Bābil (Babilonia) (بابل)
11. Karbalāʾ (كربلاء)
12. Najaf (النجف)
13. al-Anbār (الأنبار)
14. Nīnawā (Ninive) (نينوى)
15. Dahūk (دهوك)
16. Erbil (اربيل)
17. Kirkūk (كركوك)
18. Sulaymāniyya (السليمانية)

### Città principali
Baghdad (la capitale), Ba'quba, Bassora, Falluja, Karbala, Kirkuk, Mosul, Najaf, Nāṣiriya, Samarra.

### Istituzioni e università
- Forze armate
- Università di Baghdad, istituita nel 1957

### Giustizia
L'attuale sistema giuridico è in parte basato sulla legge islamica, la tradizione giuridica irachena e la legislazione occidentale.
Durante il regime di Saddam è stata in vigore la pena di morte per molti reati, anche non violenti; veniva inoltre praticata legalmente la tortura. La pena di morte, abolita durante il protettorato americano, è stata poi ripristinata dal nuovo governo iracheno nel 2005 per reati come l'omicidio, lo stupro, il terrorismo, il traffico di droga e i crimini contro l'umanità; l'ex dittatore Saddam Hussein è stato giustiziato tramite impiccagione nel 2006 per quest'ultimo crimine.

## Politica
In seguito al rovesciamento nel 2003 del regime di Saddam, dominato dai sunniti, il Paese si è dotato di una costituzione di tipo federale, che ha assicurato ampia autonomia nei rispettivi territori ai tre grandi gruppi etnico-religiosi del Paese, vale a dire i sunniti, gli sciiti e i curdi. Questo nuovo assetto ha ricevuto critiche soprattutto da parte della comunità sunnita, sia perché minerebbe l'unità del Paese, sia perché, essendo le aree petrolifere concentrate nelle zone a maggioranza sciita e curda, con un assetto federale la comunità sunnita è esclusa dai proventi di questa preziosa risorsa. Le tre cariche federali di maggiore importanza sono divise su base etnica: sebbene non specificato dalla costituzione, è accettata l'idea che la Presidenza del Paese spetti ad un curdo, la carica di primo ministro a uno sciita e quella di speaker del Consiglio dei Rappresentanti (il parlamento iracheno) a un sunnita.
La comunità curda gode di ampia autonomia nell'ambito del Governo Regionale del Kurdistan (del quale non fanno però parte alcune aree a maggioranza curda), disponendo di un parlamento e un governo autonomi nonché di una milizia indipendente i cui membri sono detti peshmerga.
La comunità sciita, la più numerosa, si trova dalla caduta di Saddam al centro della vita politica irachena, anche a causa della forte astensione dei sunniti nelle elezioni. Ciò ha fatto sì che i legami fra l'Iraq e il vicino Iran (Paese sciita) si rafforzassero progressivamente nel corso degli anni, portando a una significativa cooperazione anche sul piano militare: dal 2014 l'Iran sostiene infatti l'Iraq nella lotta contro lo Stato Islamico anche con l'invio di consulenti militari e membri delle forze speciali.
Con le elezioni del 15 gennaio 2005, boicottate dalla comunità sunnita, fu eletta l'Assemblea Costituente, col compito di stendere una nuova costituzione. Ad aprile, l'Assemblea elesse il curdo Jalāl Ṭālabānī come primo Presidente iracheno, e lo sciita Ibrāhīm al-Jaʿfarī, leader della lista maggioritaria, capo del governo ad interim.
La nuova costituzione fu approvata da referendum in ottobre 2005, quindi con le elezioni del dicembre 2005 fu eletto il Consiglio dei Rappresentanti (Parlamento), con anche la partecipazione di una parte dei sunniti, la cui coalizione "Fronte dell'Accordo Iracheno" ottenne 44 seggi, sostenendo il ritiro delle truppe straniere e l'interruzione della politica di de-baʿthificazione, che colpiva soprattutto i sunniti, dal momento che questi costituivano la maggioranza dell'esercito e dell'amministrazione del deposto regime. Dopo mesi di negoziazioni, a maggio le quattro coalizioni arrivate in testa raggiungono un accordo di governo e lo sciita Nūrī al-Mālikī, dell'Alleanza Irachena Unita, fu nominato Primo ministro. Nel frattempo ad aprile Ṭālabānī era stato rieletto presidente.
In seguito alle nuove elezioni del 7 marzo 2010 Nūrī al-Mālikī fu confermato Primo Ministro alla guida di un governo sostenuto da tutti i principali blocchi e composto da sciiti, sunniti e curdi.
Le elezioni del 30 aprile 2014 hanno visto la vittoria della coalizione sciita Stato di Diritto del Primo ministro in carica al-Mālikī.Per la prima volta i due principali partiti politici del Kurdistan iracheno (Partito Democratico del Kurdistan e Unione Patriottica del Kurdistan) corsero separatamente alle elezioni nazionali, ottenendo rispettivamente 25 e 21 seggi. Nel luglio successivo il curdo Fūʾād Maʿṣūm (membro dell'Unione Patriottica del Kurdistan) fu eletto presidente, mentre le negoziazioni per la formazione del nuovo governo si trascinarono per mesi nonostante l'ingombrante problema dell'avanzata dello Stato Islamico. L'11 agosto il presidente affidò l'incarico di formare un governo allo sciita Ḥaydar al-ʿAbādī, ma il rifiuto di al-Mālikī di lasciare il posto al suo compagno di partito e la sua decisione di fare ricorso contro quella che reputava una violazione della costituzione, rischiò di provocare una profonda crisi politica in un momento estremamente delicato per il Paese. Tre giorni dopo al-Mālikī, di fronte alle proteste dei suoi alleati politici e dei leader mondiali, accettò di farsi da parte, e l'8 settembre al-ʿAbādī, ottenuta la fiducia del parlamento, diventò ufficialmente Primo Ministro. Le pressioni internazionali per la sostituzione di al-Mālikī facevano in particolare riferimento all'incapacità del suo governo di far fronte all'avanzata dello Stato Islamico (la lotta al quale fu in effetti di fatto demandata dall'esercito in rotta alle milizie curde e sciite) e di avviare una politica inclusiva nei confronti delle minoranze (e in particolar modo di quella sunnita), così da ampliare il consenso verso lo Stato e ridurre il sostegno nei confronti dei guerriglieri gihadisti.
Le elezioni del 2018 videro l'ascesa dei partiti sciiti radicali, guidati da Muqtada al-Sadr, ma il governo di coalizione guidato dal premier Abd al-Mahdi vide nel 2019 un'ondata di proteste che portò alle sue dimissioni, e alla nomina come premier del filoamericano Mustafa Al-Kadhimi, che indisse le elezioni anticipate al 2021.
Le ultime elezioni parlamentari che si sono svolte in Iraq sono quelle del 10 ottobre 2021, i cui risultati sono i seguenti:
Risultati delle elezioni del 2021
| Partito                           | Seggi | Note                                           |
| --------------------------------- | ----- | ---------------------------------------------- |
| Movimento Sadrista                | 73    | sciiti nazionalisti guidati da Muqtadā al-Ṣadr |
| Partito del Progresso             | 41    | sunnita                                        |
| Coalizione Stato di Diritto       | 37    | sciita moderato, di Nuri al-Maliki             |
| Partito Democratico del Kurdistan | 32    | curdo, guidato da Netchirvan Bārzānī           |
| Unione Patriottica del Kurdistan  | 17    | curdo, socialdemocratico                       |
| Alleanza Fatah                    | 14    | sciiti filo-iraniani di Hadi al-Ameri          |
| Alleanza della Vittoria           | -     | sciita moderato, di Haider al-Abadi            |
| Altri                             | 115   |                                                |
| Totale                            | 329   |                                                |

## Economia
L'economia dell'Iraq si basa fortemente sull'esportazione del petrolio (nazionalizzato nel 1972) che comprende i 2/3 delle esportazioni; queste però non bastano a equilibrare la bilancia commerciale.
L'agricoltura è tradizionalmente molto sviluppata, grazie all'abbondanza d'acqua, anche se strategicamente condizionata dalle decisioni della Turchia (GAP: Progetto per l'Anatolia Sud-orientale), che controlla l'alto corso del Tigri e dell'Eufrate.
L'industria, comunque non particolarmente sviluppata, ha subito i maggiori danni dai conflitti bellici.
Il turismo, soprattutto culturale e archeologico, è stato virtualmente azzerato dai continui conflitti bellici.
I mercati cittadini, e la negoziazione del prezzo dei beni, sono la forma comune di commercio.

## Cultura
Negli ultimi mille anni, la cultura irachena si è espressa attraverso cinque principali matrici culturali:
- cultura curda nel nord, con centro ad Arbil, caratterizzata da molteplici religioni (prevalentemente islam sunnita, ma anche yazidismo e zoroastrismo);
- cultura islamica sunnita nella regione centrale attorno a Baghdad;
- cultura islamica sciita nel sud, con centro a Bassora;
- cultura cristiana assira, sparsa in varie città del nord;
- cultura degli arabi delle paludi, detti Madhan, un popolo nomade che vive nelle terre paludose situate nel sud del Paese alla confluenza fra Tigri ed Eufrate, che hanno più di tutti gli iracheni conservato caratteristiche dell'antichissima cultura sumerica.

### Musica
L'Iraq è musicalmente conosciuto soprattutto per uno strumento chiamato ʿūd (liuto) e per il rabāb (simile ad un violino); i più noti musicisti che utilizzano questi strumenti sono rispettivamente Ahmad Mukhtār e l'assiro Munīr Bashīr. Fino alla caduta di Saddam Hussein, l'emittente radiofonica più popolare era la Voce della Gioventù. Trasmetteva un mix di rock occidentale, hip hop e musica pop, tutto importato attraverso il Giordano a causa delle sanzioni economiche internazionali. Tra i più popolari vi erano soprattutto i Corrs e i Westlife. L'Iraq produsse inoltre un'importante pop star pan-araba, ora in esilio: Kazem El-Saher, le cui canzoni includono "Ladghat e-Hayya", vietata per il tenore dei suoi testi. Fog el Nakhal è invece una tipica canzone popolare irachena. Kadim Al-Sahir è uno dei cantanti più apprezzati nel mondo arabo. oTra il XX e il XXI secolo ricordiamo la figura di Affifa Iskandar (1921-2012), tra le più note cantanti irachene, soprannominata il merlo iracheno.

### Patrimoni dell'umanità
Alcuni siti dell'Iraq sono stati iscritti nella Lista dei patrimoni dell'umanità dell'UNESCO.

### Arte
Tra il XX secolo e il XXI secolo in campo artistico l'Iraq si è affermata in campo internazionale con l'architetto Zaha Hadid, prima donna a ricevere il prestigioso Premio Pritzker nel 2004. È inoltre da ricordare la figura di Mohammed Ghani Hikmat, tra gli artisti più amati dell'Iraq.

### Filosofia

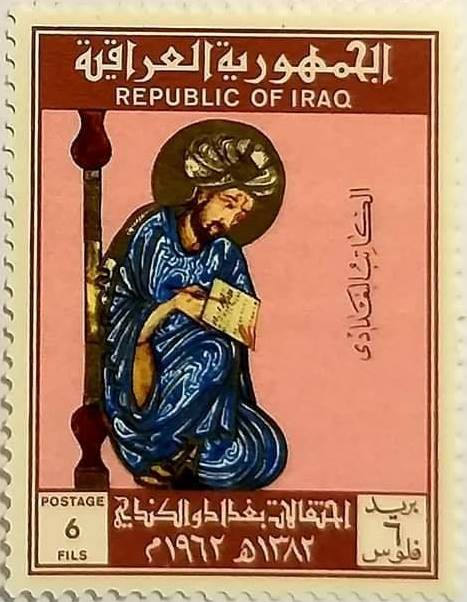
al-Kindi, in un francobollo iracheno del 1962.

Nacque proprio in Iraq nell'801 circa, al-Kindi, considerato il primo filosofo musulmano

### Produzione letteraria

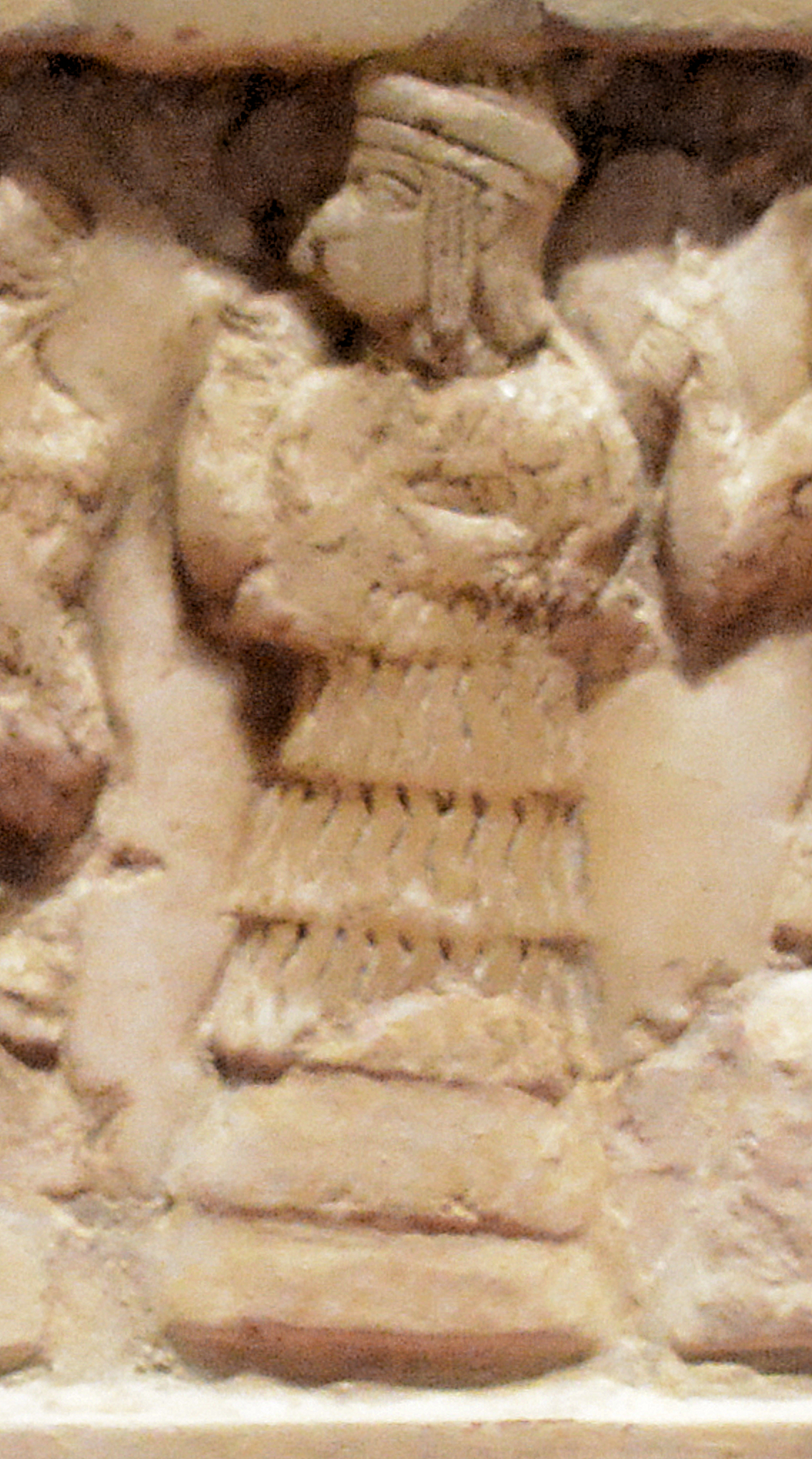
Enḫeduanna, sacerdotessa di Sin, c.2300 a.C.

La prima autrice conosciuta fu la poetessa accadica Enḫeduanna ((2285-2250 a.C.) : si tratta  della prima autrice al mondo di cui si conosce il nome . Una delle più note esponenti della poesia araba del XX secolo fu l'irachena Nazik al-Mala'ika (1922-2007), che tratta nelle sue opere, tra l'altro, la condizione femminile nel mondo arabo. E ancora Muzaffar al Nawab e Muhammad Mahdi al-Jawahiri tra i migliori poeti arabi del XX secolo e lo scrittore e regista Hassan Blasim, autore della raccolta di racconti Il matto di piazza della Libertà (2009), in cui vengono esposti la crisi irachena e aspetti della migrazione clandestina.

### Fisica

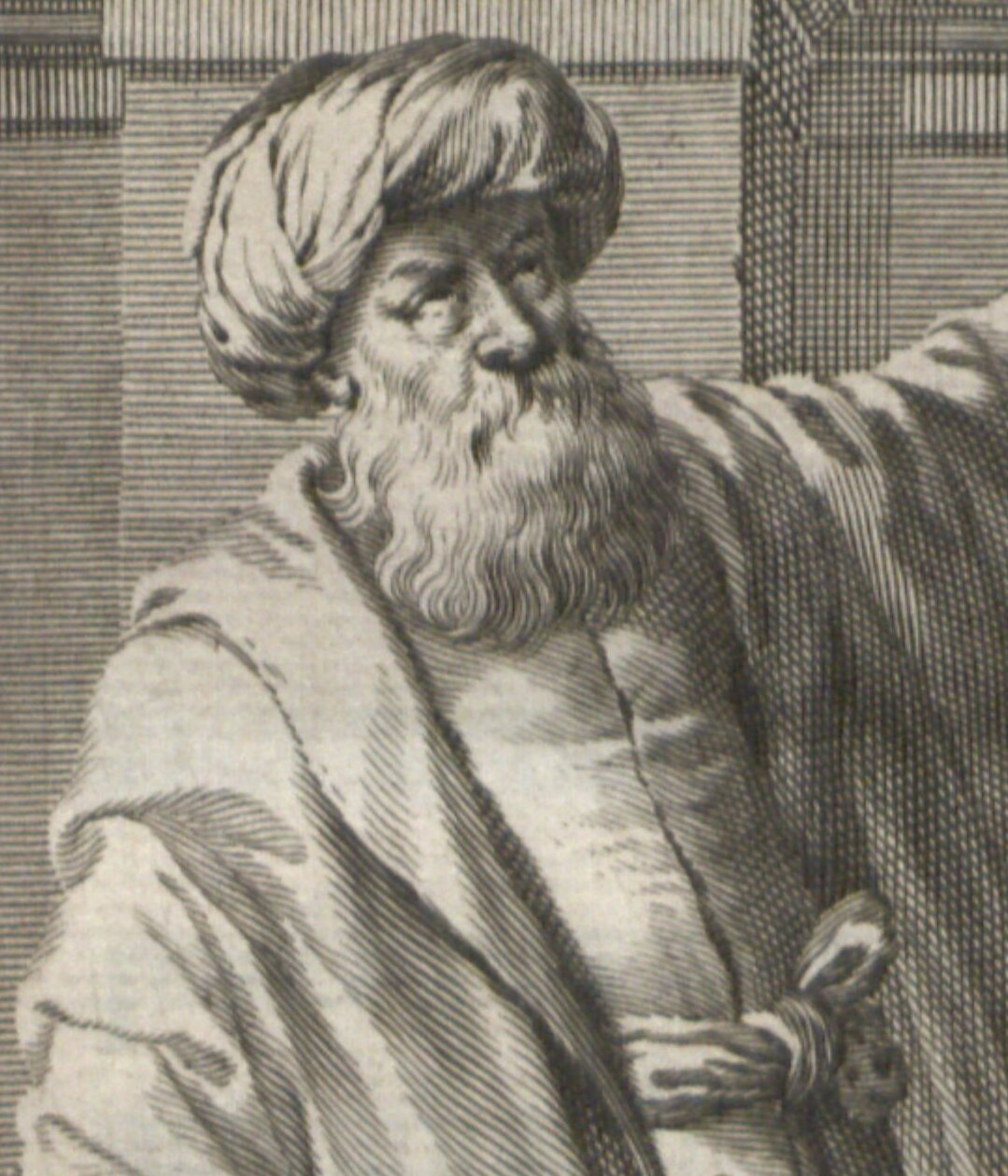
Alhazen. tra i più importanti scienziati del mondo islamico.

Nacque proprio in Iraq, a Bassora, uno dei più noti scienziati del mondo islamico: si tratta di Alhazen (965-1039), considerato l'iniziatore dell'ottica moderna, autore del Libro dell'Ottica.

### Media
- Al Iraqia - canale televisivo satellitare e terrestre pubblico

### Cinema
In ambito cinematografico tra i vari film possiamo ricordare Son of Babylon (2010), del regista Mohamed Al-Daradji, film che ha ottenuto diversi riconoscimenti internazionali.

### Missioni spaziali
19 giugno 2014: costruito da studenti iracheni dell'Università La Sapienza di Roma, viene lanciato TigriSat, il primo satellite iracheno.

## Ricorrenza nazionale
La ricorrenza nazionale اليوم الوطني è il 3 ottobre: celebra l'indipendenza dell'Iraq dal Regno Unito nel 1932. Altra ricorrenza nazionale è il 14 luglio, Giorno della Repubblica, (1958).

## Cucina
La cucina irachena rientra nell'ambito della cucina mediorientale.